# 母親になって後悔してる
『母親になって後悔してる』 (英語：Regretting motherhood) はイスラエルの社会学者であるオルナ・ドーナトによる書籍。「現在の知識を保った状態で過去に戻った場合、また母親になることを望むか」と言う問いに否定を返した、23人の女性へのインタビューから構成されている。本作は子供を憎む母親の話ではなく、子供を愛する一方で、自身に課せられた母親という役割を重荷に感じる女性について述べている。本作では経済状況に関わらず自身のために母親になるべきではなかったと考える女性についても取り上げられている。2017年にドイツで刊行され、世界各地で翻訳されている。

## 執筆
本作はドーナトが2003年から調査を行っていた、親になりたくないイスラエルの男女についての研究から始まった。イスラエルは子供を持つことが強く望まれる国で、経済協力開発機構加盟国の中での各家庭の子供の数が3.1人と最多となっている。また、イスラエルでは女性がコミュニティーに所属するには母親になる必要があり、さらには人数を産むことを求められるとドーナトは述べている。こうしたハードルはイスラエルのナショナリズムや宗教的な話の他、世界全体で女性が出産と育児を求められているという背景が存在するとドーナトは述べている。加えて、社会が子供を持つことが女性にとって素晴らしいものだと認識させる状態になっているとドーナトは述べている。本来的には男女問わず選択の自由が充実すべきであるにもかかわらず、社会が未熟でそこに到達していない。この中で母親の後悔や「女性は母親にならなくてはならない」という政治的な目的に捕らわれた感情の存在を確信したドーナトは、親になることの選択肢と公開の関係性について調査した。ドーナトはこの調査にて、23人のイスラエル人女性に焦点を当てた。ドーナトは研究の中で、調査対象である女性を以下3つのグループに分類している。
- 元々母親になることを望まなかったが、母親になった人
- 母親になることへの希望について考えたことがなかった人
- 元々母親になることを望んだ人

この中で調査対象の女性たちは「母親としての自身への嫌悪」と「子供への愛情の有無」は異なる問題として扱っているとドーナトは述べている。また、ドーナトは女性の母親としての感情について、その時々で変動するものであるとの考えを述べている。ドーナトは自身の活動のモチベーションとして、3人の姪が成長した時に自身の意に反したものではない、選択の自由が享受できることを願っている。

## 翻訳
日本語訳のタイトルは、原題Regretting Motherhoodをそのまま邦訳したものである。日本語訳を担当した鹿田昌美は本作の場合、訳者が介入するよりも、母性に切り込んだ文章を忠実に日本語で紹介することが重要だと考えたと述べている。また、「している」ではなく「してる」としたことで、読者が親しみを感じられるようにしたことや、客観的になり過ぎないことを意識したと述べている。
翻訳時の難点として、未知の人格を持つ複数の人物像を描き分けるために語尾を工夫する必要があった。しかし、選択できる語尾で意図しない反応がありえたことから、鹿田は語尾の調整に苦労したと述べている。また、鹿田は本作が日本社会に受け入れられるかについて、翻訳が依頼された際に不安を覚えたと述べている。

## 反響
ドーナト自身は本作の反響は予想以上のものだったと述べている。また、「母親になりたくない」という思いや「母親になったことへの後悔」を話せる場を作れたと意義に触れている。

### ドイツ
ドーナトは本作の議論について、イスラエルでは1週間程度で終息したものが、ドイツでは数ヶ月にわたって続いたと述べている。これについて2001年に「ドイツの母親という神話性」に関する研究論文を発表した、学者のバルバラ・フィンケンは、本作が子供を持つことへの根本的な問いという形でドイツ人の琴線に触れたと言及している。また、フランス通信社はこれがドイツでの女性の出産に影響を及ぼしていると述べている。本書の出版後、写真家サラ・フィッシャーは自身の経験を記したDIE MUTTERGLÜCKLÜGE Regretting Motherhood - Warum ich lieber Vater geworden wäre（邦題：『母親であることが幸福という嘘 私が父親になりたかった理由』、もしくは『母親の幸福な嘘』）を出版した。フィッシャーの著書では、育児への焦燥感や子供を持ったことへの後悔、夫婦間における子供の誕生前後で発生する生活の変化の差について触れている。フィッシャーの著作はドイツでベストセラーとなった他、ソーシャル・ネットワーキング・サービス上ではハッシュタグ「#regrettingmotherhood」を用いてリプロダクティブ・ヘルス・ライツに関する活発な議論が行われた。

### 日本
テレビ番組「クローズアップ現代」では2022年12月13日に「“母親の後悔”反響の向こうに何が」と題して、かつて禁忌とされてきた母親の後悔についての番組を公開した。番組では子供との関係を見直した母親や、母親として過ごす中で諦めることが多いことを夫婦間で共有したケースなどが登場した。作家の湊かなえは番組の中で、ただの役割であるはずの母親が忍耐と自己犠牲を美徳とする概念となっており、本来追い詰められるべきではない人を追い詰めていることに言及した。
本作は週刊文春などの記事に取り上げられたほか、Twitterではハッシュタグを通じて議論が発生した。エッセイストで翻訳家の村井理子は、共感を示すツイートを行ったところ、実親や出産経験を持つ人から聞きたくないタイトルであるというツイートがあったことに触れている。これについて「子供からすると、母親の後悔が存在してはならないものと認識されている」ことは「母親の後悔によって子供が自身の存在を否定された気持ちになる」ことに起因すると考え、課題を持つ親子間の相互理解の改善を願いつつも、親自身にも人間の心があると思いを述べている。また、村井は本作について、後悔の是非ではなく後悔の感情そのものを抑圧する社会からの圧力について問う本と評している。他にも、村井は「家族」というグループの成立に働き手が必要で、それを母親が担っているということについて同意を示した。そこでは出産や子育ての中での女性の選択の有無や世界各地の母性神話の存在、子供という不可逆の存在がいることでの過去の選択肢を振り返る機会の有無などについて述べた。一方で、自身の母親はどうだったかという、世代を超えた価値観の交流についても触れた。
発達心理学が専門で、恵泉女学園大学長を務める大日向雅美は、本作について複数の意見を述べている。ウェブサイト「大手小町」では、子供への愛情や子育ての重要性を理解しながら、自身の人生を諦めないという女性の声だと述べている。また、日本放送協会の取材に対して、女性の社会進出と同時に伝統的な母親としての役割を引き受ける辻褄の合わなさを指摘している。